# Cornaredo
Cornaredo település Olaszországban, Lombardia régióban, Milánó megyében. Lakosainak száma 20 678 fő (2023. január 1.). Cornaredo Bareggio, Cusago, Pregnana Milanese, Settimo Milanese és Rho községekkel határos.

## Népesség
A település lakossága az elmúlt években az alábbi módon változott:
| Lakosok száma | 20 289 | 20 499 | 20 534 | 20 678 |
|               | 2013   | 2017   | 2018   | 2023   |